# Ukraïnka (Krasnodar)
|  | Per a altres significats, vegeu «Ukraïnka». |

Ukraïnka - Украинка (rus) - és un khútor del krai de Krasnodar, a Rússia. Es troba a la vora dreta del riu Txelbas, davant de Bolxie Txelbassi, a 15 km a l'est de Kanevskaia i a 119 km al nord de Krasnodar. Pertany a l'stanitsa de Starodereviànkovskaia.